# 5118 Elnapoul
5118 Elnapoul (1988 RB) là một tiểu hành tinh vành đai chính được phát hiện ngày 7 tháng 9 năm 1988 bởi P. Jensen ở Brorfelde.